# Goya 2006
Die 20. Verleihung des Goya fand am 29. Januar 2006 im Palacio Municipal de Congresos in Madrid statt. Der spanische Filmpreis wurde in 28 Kategorien vergeben. Die Schauspieler Antonio Resines und Concha Velasco führten als Gastgeber durch den Abend.
Die Verleihung dominierte das Filmdrama Das geheime Leben der Worte der spanischen Regisseurin und Drehbuchautorin Isabel Coixet. Der in den Hauptrollen international besetzte Film (Sarah Polley, Tim Robbins und Julie Christie) handelt von einer Krankenschwester, die sich auf einer Ölbohrplattform um ein Verbrennungsopfer kümmert. Die Produktion, die mit sechs Nominierungen bedacht worden war, setzte sich in der Kategorie Bester Film unter anderem gegen die favorisierten Dramen Obaba (zehn Nominierungen, ein Goya) von Montxo Armendáriz und Princesas (neun Nominierungen, drei Trophäen) von Fernando León de Aranoa durch.

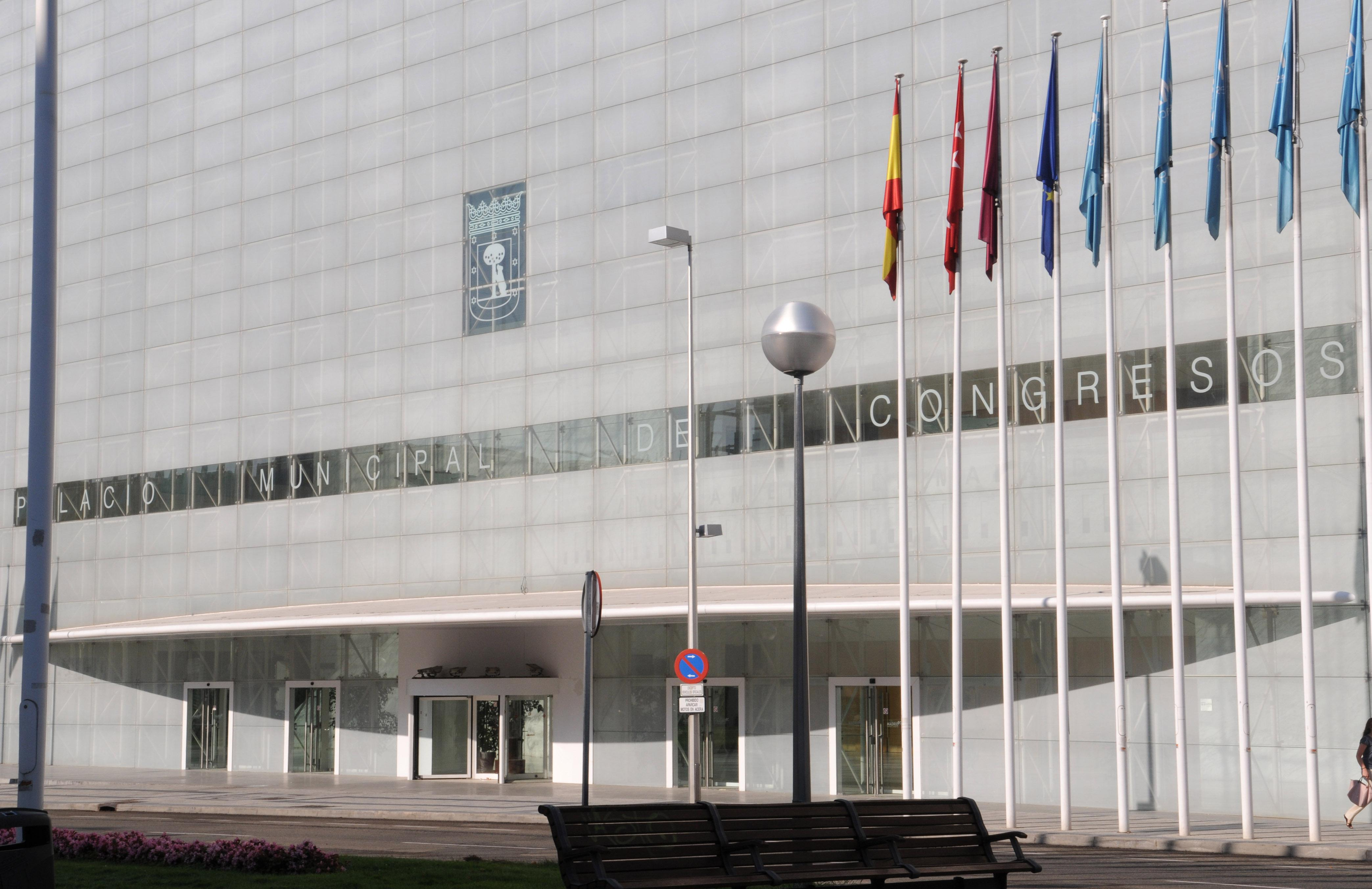
Der Palacio Municipal de Congresos, der Veranstaltungsort der Verleihung

Das geheime Leben der Worte gewann auch in den wichtigen Kategorien Beste Regie und Bestes Originaldrehbuch, wobei zum dritten Mal in der 20-jährigen Geschichte der Goyas eine Frau mit dem Regie-Preis geehrt wurde. Dies war zuvor nur Pilar Miró (1996) und Icíar Bollaín (2003) gelungen. Als bester europäischer Film wurde Woody Allens für Großbritannien ins Rennen gegangener Thriller Match Point prämiert. Der Film erhielt unter anderem den Vorzug gegenüber Fernando Meirelles’ Der ewige Gärtner und dem deutschen Beitrag Der Untergang von Oliver Hirschbiegel. In der Kategorie Bester ausländischer Film in spanischer Sprache gewann das argentinische Kriegsdrama Vom Feuer erleuchtet von Tristán Bauer, während der Ehren-Goya an den 79-jährigen spanischen Drehbuchautor und Produzenten Pedro Masó verliehen wurde.

## Gewinner und Nominierte
| Statistik (Filme mit mehr als einer Nominierung) N=Nominierung; A=Auszeichnung |    |   |
| Film                                                                           | N  | A |
| Obaba                                                                          | 10 | 1 |
| Princesas                                                                      | 9  | 3 |
| Ninette                                                                        | 7  | 1 |
| Das geheime Leben der Worte                                                    | 6  | 5 |
| Camarón – Als Flamenco Legende wurde                                           | 6  | 3 |
| 7 Jungfrauen                                                                   | 6  | 1 |
| Die Methode – El Método                                                        | 5  | 2 |
| Havanna Blues                                                                  | 5  | 2 |
| Iberia                                                                         | 3  | 1 |
| Otros días vendrán                                                             | 3  | 0 |
| Para que no me olvides                                                         | 3  | 0 |
| Tapas                                                                          | 2  | 2 |
| Fragile                                                                        | 2  | 1 |
| La noche del hermano                                                           | 2  | 0 |
| Segundo asalto                                                                 | 2  | 0 |

### Bester Film (Mejor película)
Das geheime Leben der Worte (La vida secreta de las palabras) – Regie: Isabel Coixet
- 7 Jungfrauen (7 vírgenes) – Regie: Alberto Rodríguez
- Obaba – Regie: Montxo Armendáriz
- Princesas – Regie: Fernando León de Aranoa

### Beste Regie (Mejor dirección)
Isabel Coixet – Das geheime Leben der Worte (La vida secreta de las palabras)
- Montxo Armendáriz – Obaba
- Alberto Rodríguez – 7 Jungfrauen (7 vírgenes)
- Benito Zambrano – Havanna Blues (Habana Blues)

### Beste Nachwuchsregie (Mejor dirección novel)
José Corbacho und Juan Cruz – Tapas
- Asier Altuna und Telmo Esnal – Aupa Etxebeste!
- Guillem Morales – Uncertain Guest – Du bist nicht allein (Habitante incierto)
- Santiago Tabernero – Vida y color

### Bester Hauptdarsteller (Mejor actor)
Óscar Jaenada – Camarón – Als Flamenco Legende wurde (Camarón)
- Manuel Alexandre – Elsa & Fred (Elsa y Fred)
- Juan José Ballesta – 7 Jungfrauen (7 vírgenes)
- Eduard Fernández – Die Methode – El Método (El método)

### Beste Hauptdarstellerin (Mejor actriz)
Candela Peña – Princesas
- Adriana Ozores – Heroína
- Nathalie Poza – Malas temporadas
- Emma Vilarasau – Para que no me olvides

### Bester Nebendarsteller (Mejor actor de reparto)
Carmelo Gómez – Die Methode – El Método (El método)
- Javier Cámara – Das geheime Leben der Worte (La vida secreta de las palabras)
- Fernando Guillén – Otros días vendrán
- Enrique Villén – Ninette

### Beste Nebendarstellerin (Mejor actriz de reparto)
Elvira Mínguez – Tapas
- Pilar López de Ayala – Obaba
- Marta Etura – Para que no me olvides
- Verónica Sánchez – Camarón – Als Flamenco Legende wurde (Camarón)

### Bester Nachwuchsdarsteller (Mejor actor revelación)
Jesús Carroza – 7 Jungfrauen (7 vírgenes)
- Luis Callejo – Princesas
- Pablo Echarri – Die Methode – El Método (El método)
- Álex González – Segundo asalto

### Beste Nachwuchsdarstellerin (Mejor actriz revelación)
Micaela Nevárez – Princesas
- Isabel Ampudia – 15 días contigo
- Bárbara Lennie – Obaba
- Alba Rodríguez – 7 Jungfrauen (7 vírgenes)

### Bestes Originaldrehbuch (Mejor guion original)
Isabel Coixet – Das geheime Leben der Worte (La vida secreta de las palabras)
- Fernando León de Aranoa – Princesas
- Rafael Cobos und Alberto Rodríguez – 7 Jungfrauen (7 vírgenes)
- Eduard Cortés und Piti Español – Otros días vendrán

### Bestes adaptiertes Drehbuch (Mejor guion adaptado)
Mateo Gil und Marcelo Piñeyro – Die Methode – El Método (El método)
- Montxo Armendáriz – Obaba
- José Luis Garci und Horacio Valcárcel – Ninette
- Roberto Santiago – El penalti más largo del mundo

### Beste Produktionsleitung (Mejor dirección de producción)
Esther García – Das geheime Leben der Worte (La vida secreta de las palabras)
- Ernesto Chao und Eduardo Santana – Havanna Blues (Habana Blues)
- Puy Oria – Obaba
- Tino Pont – Camarón – Als Flamenco Legende wurde (Camarón)

### Beste Kamera (Mejor fotografía)
José Luis López-Linares – Iberia
- Javier Aguirresarobe – Obaba
- José Luis Alcaine – Otros días vendrán
- Raúl Pérez Cubero – Ninette

### Bester Schnitt (Mejor montaje)
Fernando Pardo – Havanna Blues (Habana Blues)
- Iván Aledo – Die Methode – El Método (El método)
- Julia Juaniz – Iberia
- Miguel González Sinde – Ninette

### Bestes Szenenbild (Mejor dirección artística)
Gil Parrondo – Ninette
- Marta Blasco – Segundo asalto
- Julio Esteban und Julio Torrecilla – Obaba
- Félix Murcia und Federico G. Cambero – Para que no me olvides

### Beste Kostüme (Mejor diseño de vestuario)
María José Iglesias – Camarón – Als Flamenco Legende wurde (Camarón)
- Bina Daigeler – Princesas
- Sonia Grande – Hormigas en la boca
- Janty Yates – Königreich der Himmel (Kingdom of Heaven)

### Beste Maske (Mejor maquillaje y peluquería)
Romana González und Josefa Morales – Camarón – Als Flamenco Legende wurde (Camarón)
- Carlos Hernández und Manolo García – Princesas
- Jorge Hernández und Fermín Galán – El calentito
- Annie Marandin und Paillette Marandin – Die Daltons gegen Lucky Luke (Les Dalton)

### Beste Spezialeffekte (Mejores efectos especiales)
David Martí, Montse Ribé, Félix Cordón, Félix Bergés und Rafa Solorzano – Fragile (Frágiles)
- Reyes Abades, Carlos Lozano, Alberto Esteban, Pablo Núñez und Ana Núñez – Un rey en La Habana
- Reyes Abades, Chema Remacha, Alberto Esteban und Pablo Urrutia – Obaba
- Juan Ramón Molina, Pablo Núñez, Ana Núñez, Antonio Ojeda und Carlos Martínez – Las llaves de la independencia

### Bester Ton (Mejor sonido)
Carlos Bonmatí, Alfonso Pino und Pelayo Gutiérrez – Obaba
- Miguel Rejas und José Antonio Bermúdez – Ninette
- Eladio Reguero und David Calleja – Los nombres de Alicia
- Miguel Rejas, Alfonso Raposo und Polo Aledo – Princesas

### Beste Filmmusik (Mejor música original)
Juan Antonio Leyva, José Luis Garrido, Equis Alfonso, Dayan Abad, Descemer Bueno, Kiki Ferrer und Kelvis Ochoa – Havanna Blues (Habana Blues)
- Roque Baños – Fragile (Frágiles)
- Pablo Cervantes – Ninette
- Eva Gancedo – La noche del hermano

### Bester Filmsong (Mejor canción original)
„Me llaman calle“ von Manu Chao – Princesas
- „Llora por tus miserias“ von Mario Gaitán – Bagdad rap
- „Los malos amores“ von Eva Gancedo und Yamil – La noche del hermano
- „Laura“ von Dani Martín – Sinfín

### Bester Kurzfilm (Mejor cortometraje de ficción)
Nana – Regie: José Javier Rodríguez Melcon
- Bota de oro – Regie: José Luis Baringo und Ramón Tarrés
- El examinador – Regie: José Antonio Pajares
- Hiyab – Das Kopftuch (Hiyab) – Regie: Xavi Sala
- El intruso – Regie: David Cánovas

### Bester animierter Kurzfilm (Mejor cortometraje de animación)
Tadeo Jones – Regie: Enrique Gato
- La gallina ciega – Regie: Isabel Herguera
- La leyenda del espantapájaros – Regie: Marco Besas
- La luz de la esperanza – Regie: Ricardo Puertas
- Semilla del recuerdo – Regie: Renato Roldán

### Bester Dokumentarkurzfilm (Mejor cortometraje documental)
En la cuna del aire – Regie: Rodolfo Montero de Palacio
- Castilla y León, patrimonio de la humanidad – Regie: Antonio Giménez Rico
- Nenyure – Regie: Jorge Rivero

### Bester Animationsfilm (Mejor película de animación)
El sueño de una noche de San Juan – Regie: Ángel de la Cruz und Manolo Gómez
- Gisaku – Regie: Baltasar Pedrosa

### Bester Dokumentarfilm (Mejor película documental)
Cineastes contra magnats – Regie: Carlos Benpar
- Iberia – Regie: Carlos Saura
- Trece entre mil – Regie: Iñaki Arteta
- Veinte años no es nada – Regie: Joaquim Jordà

### Bester europäischer Film (Mejor película europea)
Match Point, Großbritannien – Regie: Woody Allen
- Die Kinder des Monsieur Mathieu (Les Choristes), Frankreich – Regie: Christophe Barratier
- Der ewige Gärtner (The Constant Gardener), Großbritannien – Regie: Fernando Meirelles
- Der Untergang, Deutschland – Regie: Oliver Hirschbiegel

### Bester ausländischer Film in spanischer Sprache (Mejor película extranjera de habla hispana)
Vom Feuer erleuchtet (Iluminados por el fuego), Argentinien – Regie: Tristán Bauer
- Alma mater, Uruguay – Regie: Álvaro Buela
- Mi mejor enemigo, Chile – Regie: Alex Bowen C.
- Rosario, die Scherenfrau (Rosario Tijeras), Kolumbien – Regie: Emilio Maillé

## Ehrenpreis (Goya de honor)
- Pedro Masó, spanischer Drehbuchautor, Filmproduzent und Regisseur